# Evelyn Anite
Evelyn Anite Kajik, thường được gọi là Evelyn Anite, là một nhà báo và chính trị gia người Uganda. Bà là Bộ trưởng Bộ Tài chính Đầu tư và Tư nhân hóa trong Nội các Uganda. Bà được bổ nhiệm vào vị trí này vào ngày 6 tháng 6 năm 2016. Trước đây, cô từng là Bộ trưởng Thanh niên Nhà nước. Bà được bổ nhiệm vào vị trí đó vào ngày 1 tháng 3 năm 2015, thay thế Ronald Kibuule, người được bổ nhiệm làm Bộ trưởng Tài nguyên Nước. Bà cũng là thành viên của Quốc hội được bầu cử tại Đô thị Koboko, Bắc Uganda, một vị trí mà bà đã chiếm giữ từ năm 2011.

## Bối cảnh và giáo dục
Anite sinh ngày 11 tháng 11 năm 1984, tại làng Adakado, quận Koboko, với cha là Steven Dravu, một công chức, và mẹ là Sarah Wokoru Dravu, một nữ doanh nhân. Bà học trường tiểu học Arua Hill để học tiểu học. Bà học tại trường trung học Saint Mary's Ediofe cho các nghiên cứu O-Level của mình. Bà chuyển đến trường trung học nữ Muni, để học A-level. Bà có bằng Cử nhân Nghệ thuật về Truyền thông đại chúng, được trao tặng bởi Đại học Christian Christian vào năm 2008.
Vào tháng 1 năm 2018, Evelyn Anite được nhận vào Trường Luật và Ngoại giao Fletcher của Đại học Tufts, ở Medford, Massachusetts, Hoa Kỳ, để theo học Chương trình Thạc sĩ Quan hệ Quốc tế và Ngoại giao.

## Nghề nghiệp
Ngay sau khi tốt nghiệp trường trung học năm 2005, Anite bắt đầu làm người dẫn chương trình phát thanh tại một đài phát thanh ở Arua, tiếp tục làm việc này dù không liên tục cho đến năm 2007. Bắt đầu từ năm 2006 và tiếp tục cho đến năm 2010, bà làm việc như một người dẫn chương trình phát thanh tại Công ty Phát thanh Truyền hình Uganda ở Kampala, thủ đô và thành phố lớn nhất của Uganda. Từ năm 2008 đến năm 2010, Anite làm việc tại Trung tâm truyền thông của Nhật Bản với tư cách là Trợ lý Quan hệ công chúng về Quan hệ quốc tế. Năm 2011, Anite dự thi vào ghế quốc hội của Đại diện Thanh niên cho miền Bắc Uganda. Bà đã đánh bại chín ứng cử viên khác để giành ghế và hiện đang đương nhiệm. Vào ngày 6 tháng 6 năm 2016, Anite được bổ nhiệm làm Bộ trưởng Đầu tư và Tư nhân hóa Nhà nước.